# 京兆尹
京兆尹，中國古代官職，相當於今日西安地區的行政首長。三國以後改稱京兆郡。

## 漢代京兆尹

### 秦漢時期
京兆尹最早出現於秦朝，當時置内史为京师行政长官。汉武帝时内史分置为左右，太初元年改右内史为京兆尹，以右内史部为辖区，治所在長安縣，职同郡太守，参预朝政。在兩漢時期與左馮翊、右扶風合稱三輔。
| 西漢京兆尹                                |                                                      |                                                                         |
| 西漢郡縣 - 漢孺子初始元年（8年） 領縣十二 |                                                      |                                                                         |
| 縣名                                      | 縣治所在地                                           | 備註                                                                    |
| 長安縣                                    | 今陝西省西安市區西北郊外漢長安城                     | 高帝五年（前202年）置縣。                                               |
| 新豐縣                                    | 今陝西省西安市灞橋區灞橋街道舊劉家村一帶             | 秦代名麗邑縣，高祖七年（前200年）改名，因徙豐縣縣名於此，故號「新豐」。 |
| 船司空縣                                  | 今陝西省潼關縣正北                                   |                                                                         |
| 藍田縣                                    | 今陝西省藍田縣西30里                                 |                                                                         |
| 華陰縣                                    | 今陝西省華陰市東南3里華陰古城                        | 秦代名寧秦縣，高祖八年（前199年）改名。                                 |
| 鄭縣                                      | 今陝西省華陰市西北3里                                |                                                                         |
| 湖縣                                      | 今河南省靈寶市西                                     | 秦代名胡縣，建元年（前140年 - 前135年）改名。                           |
| 下邽縣                                    | 今陝西省渭南市臨渭區東北故市鎮巴邑村一帶下邽故城遺址 |                                                                         |
| 南陵縣                                    | 今陝西省西安市東南24里白鹿原上                       | 文帝七年（前173年）析藍田縣置縣。                                       |
| 奉明縣                                    | 今陝西省西安市城北8里                                | 漢宣帝元康元年（前65年）置縣。                                          |
| 霸陵縣                                    | 今陝西省西安市臨潼區舊韓峪鄉霸陵故城遺址             | 秦代名芷陽縣，文帝九年（前171年）改名。                                 |
| 杜陵縣                                    | 今陝西省西安市城區南電子城街道沈家橋一帶杜陵故城遺址 | 秦代名杜縣，元康元年（前65年）改名。                                    |
| 戲縣                                      | 今陝西省西安市臨潼區東北                             | 漢初廢縣。（不詳何年）                                                  |

西漢末元始年中（1 - 5年）、廢南陵、奉明2縣。
新朝始建國元年（9年），改京兆尹為京兆大尹。始建國天鳳元年（14年），廢三輔，改置京尉、師尉、翊尉、光尉、扶尉、列尉六尉郡，各領十縣，郡官稱大夫。更始元年（23年），恢復漢制。
東漢初廢下邽、船司空2縣。建武十五年（39年），湖縣、華陰2縣歸屬弘農郡；左馮翊長陵、陽陵2縣，弘農郡上雒、商縣2縣來隸。永初四年（110年）設置虎牙都尉。延熹二年（159年）左右，復置下邽縣。漢靈帝中平年間（184-189），安定郡陰盤縣移寄治於新豐縣，後歸屬京兆尹。建安十八年（213年）以後歸屬雍州管轄。東漢末，領長安、霸陵、杜陵、新豐、鄭縣、藍田、長陵、陽陵、上雒、商縣、下邽、陰盤12縣。

### 魏晉時期
三國時，曹魏以京兆尹轄區置京兆郡，仍置太守，屬雍州刺史部。黃初二年（221年），封皇子曹禮為秦公，改稱「秦國」。三年（222年）改稱「京兆國」。六年（225年）復為「京兆郡」。青龍三年（235年），立宗室曹詢於此，改稱「秦國」，正始五年（244年）曹詢去世，廢封國恢復舊名。
| 曹魏京兆郡                                   |                        |                                                                       |
| 三國郡縣 - 魏元帝咸熙二年 （265年） 領縣十三 |                        |                                                                       |
| 縣名                                         | 縣治所在地             | 備註                                                                  |
| 長安縣                                       | 今陝西省西安市東南     |                                                                       |
| 霸城縣                                       | 今陝西省西安市東北     | 東漢為霸陵縣，魏景初元年（237年）以前改名霸城縣。                     |
| 杜陵縣                                       | 今陝西省西安市西北     | 譚其驤《中國歷史地圖集·三國圖組》作杜縣。                             |
| 鄭縣                                         | 今陝西省華縣           |                                                                       |
| 新豐縣                                       | 今陝西省渭南市南       |                                                                       |
| 藍田縣                                       | 今陝西省藍田縣東       |                                                                       |
| 上洛縣                                       | 今陝西省商州市         | 東漢為上雒縣，黃初元年（220）改名上洛縣。                             |
| 商縣                                         | 今陝西省丹鳳縣         |                                                                       |
| 長陵縣                                       | 今陝西省咸陽市東北     |                                                                       |
| 高陸縣                                       | 今陝西省高陵縣         | 東漢為高陵縣並為馮翊郡屬縣，黃初元年（220年）改名高陸縣並改隸京兆郡。 |
| 池陽縣                                       | 今陝西省涇陽縣西北     | 原為馮翊郡屬縣，黃初元年（220年）改隸京兆郡。                         |
| 陰槃縣                                       | 今陝西省西安市臨潼區北 | 《續漢州郡志》作「陰盤縣」。                                          |
| 下邽縣                                       | 今陝西省華縣西北       |                                                                       |
| 陽陵縣                                       | 今陝西省咸陽市東北     | 魏時廢縣。                                                            |

西晉時仍無太大改變。廢長陵縣，上洛、商2縣移屬上洛郡，下邽縣移屬馮翊郡，池陽縣移屬扶風郡，馮翊郡萬年縣來隸。西晉末京兆郡領長安、杜陵、霸城、藍田、高陸、萬年、新豐、陰槃、鄭9縣。
| 西晉京兆郡                                 |                      |                                               |
| 西晉郡縣 - 晉愍帝建興四年 （316年） 領縣九 |                      |                                               |
| 縣名                                       | 縣治所在地           | 備註                                          |
| 長安縣                                     | 今陝西省西安市東南   |                                               |
| 杜陵縣                                     | 今陝西省西安市西北   |                                               |
| 霸城縣                                     | 今陝西省西安市東北   |                                               |
| 藍田縣                                     | 今陝西省藍田縣東     |                                               |
| 高陸縣                                     | 今陝西省高陵縣       |                                               |
| 萬年縣                                     | 今陝西省西安市臨潼區 | 原為馮翊郡屬縣，泰始二年（266年）改隸京兆郡。 |
| 新豐縣                                     | 今陝西省渭南市南     |                                               |
| 陰槃縣                                     | 西安市臨潼區北       | 《晉書·地理志》作「陰般縣」。                 |
| 鄭縣                                       | 今陝西省華縣         |                                               |
| 長陵縣                                     | 今陝西省咸陽市東北   | 西晉初廢縣。                                  |

### 南北朝時期
西魏、北周、隋仍称京兆郡。北魏京兆郡領長安、杜、鄠、山北、新豐、霸城、陰槃、藍田8縣。北周明帝二年（558年）改郡守为尹。。北周時京兆郡下領七縣：
| 北周京兆郡                               |                          |                                              |
| 北周郡縣 - 周宣帝大象元年（579年）領縣七 |                          |                                              |
| 縣名                                     | 縣治所在地               | 備註                                         |
| 長安縣                                   | 今陝西省西安市西北12里   |                                              |
| 萬年縣                                   | 今陝西省西安市           | 周明帝二年（558年）分長安、霸城、山北3縣置。 |
| 鄠縣                                     | 今陝西省戶縣北           |                                              |
| 盩屋縣                                   | 今陝西省周至縣           | 原為周南郡屬縣，建德二年（573年）廢郡來隸。  |
| 藍田縣                                   | 今陝西省藍田縣           | 本藍田郡屬縣，建德二年（573年）廢郡來隸。    |
| 新豐縣                                   | 今陝西省西安市臨潼區東北 |                                              |
| 渭南縣                                   | 今陝西省渭南市東南       | 原為渭南郡屬縣，建德二年（573年）廢郡來隸。  |
| 山北縣                                   | 今陝西省西安市東南       | 天和三年（568年）廢縣併入萬年縣。            |
| 霸城縣                                   | 今陝西省西安市東         | 建德二年（573年）廢縣併入萬年縣。            |
| 杜縣                                     | 今陝西省西安市東         | 建德二年（573年）廢縣併入萬年縣。            |
| 倉城縣                                   | 今陝西省周至縣西         | 北周之世廢縣。                               |
| 溫湯縣                                   | 今陝西省周至縣境         | 北周之世廢縣。                               |
| 陰盤縣                                   | 今陝西省西安市臨潼區東   | 西魏、北周之世廢縣。                         |

隋朝开皇三年（583年）實行廢郡留州，廢京兆入雍州。

## 隋代京兆郡
隋朝开皇三年（583年），置雍州。大业三年（607年），天下改州为郡，故名焉。置京兆郡。户三十万八千四百九十九，下领二十二县：大兴县、长安县、始平县、武功县、盩厔县、醴泉县、上宜县、鄠县、蓝田县、新丰县、华原县、宜君县、同官县、郑县、渭南县、万年县、高陵县、三原县、泾阳县、云阳县、富平县、华阴县。唐朝武德元年（618年），天下郡改为州，复为雍州。

## 以後
唐朝開元元年（713年），改雍州為京兆府，雍州刺史改为京兆尹，增置少尹一名。京兆尹后世已不置，但习惯上称呼京师所在地行政长官为京兆尹。明朝即划其兩京及附近州县为一行政区，称北京顺天府及南京應天府，长官称顺天府尹及應天府尹。民国初年顺天府仍沿清制，其辖区缩小为宛平县等20余县。民國三年（1914年）10月，改稱京兆地方，其行政长官称京兆尹，颁布《京兆尹官制》，設立京兆尹公署，京兆的地位与省同。民國十七年（1928年）廢《京兆尹官制》，此職遂無。

## 行政長官

### 京兆尹（前104年－9年）
- □無忌，漢武帝太初元年（前104年）出任。
- 于己衍，漢武帝征和二年（前91年）坐大逆誅。
- □建，漢武帝後元元年（前88年）坐祝詛腰斬。
- 雋不疑，漢昭帝始元元年（前86年）至六年（前81年）在任。
- 樊福，漢昭帝始元六年（前81年）守。
- □彭祖，漢昭帝元鳳四年（前77年）出任。
- 趙廣漢，字子都，涿郡蠡吾人，漢昭帝元平元年（前74年）出任。
- 劉德，漢昭帝时任。
- 相成，廣陵人，漢宣帝本始元年（前73年）守。
- 趙廣漢，字子都，涿郡蠡吾人，漢宣帝本始三年（前71年）出任，元康元年（前65年）下獄腰斬。
- □遺，漢宣帝元康元年（前65年）守。
- 黃霸，字次公，淮陽陽夏人，漢宣帝元康三年（前63年）守。
- 張敞，字子高，茂陵人，漢宣帝神爵元年（前61年）至甘露元年（前53年）在任。
- □成，漢宣帝甘露四年（前50年）出任。
- 陳遂，漢元帝初元元年（前48年）至二年（前47年）在任。
- 范守，代郡人，漢元帝初元二年（前47年）出任。
- □成，漢元帝初元四年（前45年）出任。
- 張譚，字仲叔，琅邪人，漢元帝永光四年（前40年）至建昭三年（前36年）在任。
- 王昌，字□賔，漢元帝建昭五年（前34年）至漢成帝建始元年（前32年）在任。
- 宋平，字次君，漢成帝建始元年（前32年）出任。
- 甄遵，字少公，杜陵人，漢成帝建始二年（前31年）至四年（前29年）在任。
- 王尊，漢成帝建始四年（前29年）至河平二年（前27年）在任。
- 宋登，齊郡人，漢成帝河平二年（前27年）至四年（前25年）在任。
- 王章，漢成帝河平四年（前25年）至陽朔元年（前24年）在任。
- 逢信，字少子，平陵人，漢成帝陽朔元年（前24年）至四年（前21年）在任。
- 王駿，漢成帝陽朔四年（前21年）至鴻嘉元年（前20年）在任。
- 鄧義，字子華，河內人，漢成帝鴻嘉元年（前20年）至二年（前19年）在任。
- 劉威，字子然，漢成帝鴻嘉二年（前19年）至三年（前18年）在任。
- 翟方進，字子威，汝南上蔡人，漢成帝鴻嘉三年（前18年）至永始二年（前15年）在任。
- 宗正，字子泄，京兆尹長安人，漢成帝永始二年（前15年）至四年（前13年）在任。
- 何武，漢成帝永始四年（前13年）至元延元年（前12年）在任。
- 王建，漢成帝元延元年（前12年）出任。
- 孫寶，漢成帝元延二年（前11年）至三年（前10年）在任。
- 薛脩，漢成帝綏和元年（前8年）至二年（前7年）在任。
- 王伯，成帝时。
- 朱博，漢成帝綏和二年（前7年）在任。
- 邴漢，字游君，漢哀帝綏和二年（前7年）在任。
- 王嘉，漢哀帝綏和二年（前7年）至建平二年（前5年）在任。
- 毋將隆，字君房，東海蘭陵人，漢哀帝建平三年（前4年）至四年（前3年）在任。
- 申屠博，字次孫，茂陵人，漢哀帝建平四年（前3年）至元壽元年（前2年）在任。
- 翟萌，字幼中，南陽人，漢哀帝元壽元年（前2年）出任。
- 孫意，字子承，清河人，漢哀帝元壽二年（前1年）出任。
- 尹立，哀帝时。
- 金欽，漢平帝元始元年（1年）在任。
- 鍾義，漢平帝元始四年（4年）出任。
- 武襄，漢平帝元始五年（5年）在任。[36]
- 劉歆，字子駿，新朝始建國元年（9年）離任。[37]
- 徐诵，不知何帝时。
- 陆恭，不知何帝时。

### 京兆大尹（9年－14年）
- 甄尋，新朝始建國二年（10年）被流放。[37]
- 王嘉，新朝始建國三年（11年）離任。[37]

### 京兆尹（23年－220年）
- 鲜于褒，漢光武帝建武初年在任。
- 閻興，漢光武帝建武中在任。[38]
- 張恂，漢明帝時在任。[39]
- 郅壽，字伯考，汝南西平人，漢章帝時在任。[40]
- 班雄，右扶風平陵人，漢安帝時在任。[41]
- 翟酺，字子超，廣漢雒人，漢安帝末在任。[42]
- 馮緄，字鴻卿，巴郡宕渠人，漢桓帝時在任。[43]
- 史敞，漢顺帝时在任。
- 陳龜，字叔珍，上黨泫氏人，漢桓帝時在任。[44]
- 邊鳳，陳留人，漢桓帝時在任。[45]
- 延篤，字叔堅，南陽犨人，漢桓帝時在任。[45]
- 唐玹，潁川郾人，漢桓帝延熹元年（158年）出任。[45]
- 衡方，漢桓帝延熹时在任。
- 袁逢，漢桓帝延熹八年（165年）前後在任。[46]
- 滕延，字伯行，北海人。[47]
- 楊彪，字文先，弘農華陰人，漢靈帝光和中在任。[46]
- 樊陵，漢靈帝光和五年（182年）出任。
- 劉陶，字子奇，一名偉，潁川潁陰人，漢靈帝中平二年（185年）在任。[48]
- 常洽，漢靈帝、漢獻帝之际在任。
- 蓋勳，字元固，敦煌廣至人，漢靈帝末至漢獻帝永漢元年（189年）在任。[49]
- 楊彪，字文先，弘農華陰人，漢獻帝初平中在任。[46]
- 司馬防，字建公，河內溫人，漢靈帝時在任。[50]
- 張時，河東人。[51]
- 張既，字德容，馮翊高陵人，漢獻帝建安十六年（211年）至十八年（213年）在任。[50]
- 楊沛，字孔渠，馮翊萬年人，漢獻帝建安中在任。[50]
- 鄭渾，字文公，河南開封人，漢獻帝建安二十年（215年）出任。[51]
- 营郃，汉献帝之前在任。
- 代武，不知何帝时。

### 京兆太守（225年－235年）
- 顏斐，字文林，濟北人，魏明帝時在任。[51]

### 京兆太守（244年－312年）
- 羊祕，泰山南城人。[52]
- 劉頌，字子雅，廣陵人，晉武帝太康元年（280年）除，未之官。[53]
- 劉霄，晉武帝太康十年（289年）前後在任。[54]
- 張方，河間人，晉惠帝永興元年（304年）領。[55]

### 京兆尹（312年－316年）
- 梁綜，晉懷帝永嘉六年（312年）被殺。[55]
- 王毗，晉懷帝永嘉六年（312年）出任。[55]
- 索綝，字巨秀，敦煌人，晉愍帝建興元年（313年）領。[55]
- 華諝，晉愍帝建興四年（316年）降於漢。[56]

### 京兆太守（329年－354年）
- 劉秀離，後趙太宁元年（349年）被斬。[57]

### 京兆尹（354年－417年）
- 王猛，字景略，北海劇人，前秦宣昭帝甘露元年（359年）領。[58]
- 慕容垂，字道明，前秦宣昭帝建元十四年（378年）前後在任。[59]
- 鄧景，前秦哀平帝太安二年（386年）在任。[60]
- 胡空，前秦高帝太初元年（386年）出任。[60]
- 韋範，後秦武昭帝建初六年（391年）前後在任。[61]
- 尹昭，後秦文桓帝時在任。[62]

### 京兆太守（417年－492年）
- 李冏，中山盧奴人，北魏前期在任。[63]
- 李詵，字令孫，趙郡平棘人，北魏前期在任。[64]
- 楊暉，弘農華陰人，北魏前期在任。[65]
- 索僧養，敦煌人。[66]
- 張應，北魏孝文帝時在任。[67]

### 京兆內史（497年－508年）
- 楊令寶，武都人，北魏宣武帝景明初試守。[68]
- 梁祐，北地人。[68]
- 李思穆，字叔仁，隴西狄道人，北魏宣武帝時在任，在郡八年，頗有政績。[69]

### 京兆內史（518年－526年）
- 薛懷直，河東汾陰人。[70]
- 李仲遵，隴西狄道人，北魏正光五年（524年）離任。[69]

### 京兆太守（526年－557年）
- 崔說，博陵安平人，西魏文帝大统中在任。[71]
- 蔡祐，字承先，陳留圉人，西魏文帝大统四年（538年）出任。[72]
- 崔猷，字宣猷，博陵安平人，西魏文帝大统中在任。[71]
- 鄭孝穆，字道和，滎陽開封人，西魏文帝大统中在任。[71]
- 王悅，字眾喜，京兆藍田人，西魏文帝大统末在任。[73]
- 盧光，字景仁，小字伯，范陽涿人，西魏廢帝元年（552年）出任。[74]

### 京兆尹（558年－583年）
- 柳慶，字更興，河東解人，北周明帝武成二年（560年）解領。[75]
- 宇文深，字奴干，北周武帝保定中在任。[72]
- 薛善，字仲良，河東汾陰人。[71]
- 陸逞，字季明，吳郡人，北周武帝天和四年（569年）出任。[76]
- 宇文神舉，北周武帝建德元年（572年）至三年（574年）在任。[77]
- 宇文孝伯，字胡三，北周武帝建德中在任。[77]
- 陽雄，字元略，上洛邑陽人。[78]
- 韋總，字善會，京兆杜陵人，北周武帝建德中在任。[79]
- 韋壽，字世齡，京兆杜陵人，北周武帝建德五年（576年）出任。[80]
- 衛玄，字文昇，河南洛陽人，北周宣帝時以忤旨免官。[81]
- 張威。[82]
- 虞慶則，京兆櫟陽人，隋文帝開皇元年（581年）至二年（582年）在任。[83]
- 蘇威，字無畏，京兆武功人，隋文帝開皇二年（582年）至三年（583年）在任。[84]

### 京兆尹（607年－618年）
- 楊雄，弘農華陰人，隋煬帝大業八年（612年）卒官。[85]
- 李世民，隴西狄道人，隋恭帝義寧元年（617年）至二年（618年）在任。[86]
- 唐以后京兆尹参见京兆府

## 爵位
- 京兆王曹禮，222年－225年在位。[20]
- 京兆郡開國武公馮熙，492年－495年在位。
  -     - 京兆郡開國公馮穆，497年徙封扶風。[87]
- 京兆王元愉，497年－508年在位。
- 京兆王元繼，518年－526年在位。
- 京兆郡王趙桓，元符四年（1101年）封京兆郡王。[88]

### 引用
1. ↑  《漢書》卷28上〈地理志上·京兆尹〉：「長安，高帝五年置。」
2. ↑  《漢書》卷28上〈地理志上·京兆尹〉：「新豐，驪山在南，故驪戎國。秦曰驪邑。高祖七年置。應劭曰：『太上皇思東歸，於是高祖改築城寺街里以象豐，徙豐民以實之，故號新豐。』」
3. ↑  呼林貴：《秦寧秦縣城和西漢華陰縣城位置考》，《陝西省考古學會第一屆年會論文集》，1983年。
4. ↑  《漢書》卷28上〈地理志上·京兆尹〉：「華陰，故陰晉，秦惠文王五年更名寧秦，高帝八年更名華陰。」
5. ↑  《漢書》卷28上〈地理志上·京兆尹〉：「湖，故曰胡，武帝建元年更名湖。」
6. ↑  王仲德編著《古城下邽》，陝西人民出版社，2001，第94頁。
7. ↑  《漢書》卷28上〈地理志上·京兆尹〉：「南陵，文帝七年置。沂水出藍田谷，北至霸陵入霸水。霸水亦出藍田谷，北入渭。」
8. ↑  《漢書》卷8〈宣帝紀〉：「元康元年，夏五月，立皇考廟。益奉明園戶為奉明縣。」；卷28上〈地理志上·京兆尹〉：「奉明，宣帝置也。」
9. ↑  《漢書》卷28上〈地理志上·京兆尹〉：「霸陵，故芷陽，文帝更名。」；《史記》卷22〈漢興以來將相名臣年表〉：「以芷陽鄉為霸陵。」
10. ↑  《漢書》卷8〈宣帝紀〉：「元康元年春，以杜東原上為初陵，更名杜縣為杜陵。」；卷28上〈地理志上·京兆尹〉：「杜陵。故杜伯國，宣帝更名。」
11. ↑  《漢書》卷73〈韋賢伝〉第43：「請皇高祖考廟奉明園 毀勿修，罷南陵、雲陵為縣。奏可。」
12. ↑  譚其驤《新莽職方考》
13. ↑  李曉杰據《後漢書·光武帝紀下》「（建武六年六月），并省四百餘縣」，認為該縣當於東漢初年省併無疑。（見《東漢政區地理》各郡沿革）
14. ↑  《續漢志》卷19〈郡國一·弘農郡〉：「湖，故屬京兆。　華陰，故屬京兆。」
15. ↑  《續漢志》卷19〈郡國一·京兆尹〉：「長陵，故屬馮翊。　商，故屬弘農。　上雒，故屬弘農。　陽陵，故屬馮翊。」
16. ↑  《後漢書》卷5：〔二月〕乙丑，初置長安、雍二營都尉官。【章懷注：漢官儀曰：「京兆虎牙、扶風都尉以涼州近羌，數犯三輔，將兵衛護園陵。扶風都尉居雍縣。故俗人稱雍營焉。」西羌傳云：「虎牙都尉居長安。」】
17. ↑  《續漢志》卷19〈郡國一·京兆尹〉引《黃圖》云：「下邽縣並鄭，桓帝西巡復之。」 《後漢書·桓帝紀》載「延熹二年（159年）冬十月壬申，行幸長安」，李曉杰認為復置下邽縣事當在此年。
18. ↑  《太平寰宇記》卷27〈雍州·昭應縣〉：「縣即漢新豐之地。……後漢靈末移安定郡陰盤縣寄理于此，今亦謂陰盤城。……其新豐縣自陰盤縣寄理之後，又移理于故城三十里，蓋在零水側。」
19. ↑  《晉書》卷14〈地理志上〉：「魏文帝即位，分河西為涼州，分隴右為秦州，改京兆尹為太守，馮翊、扶風各除左右，仍以三輔屬司隸。」
20. 1 2  《三國志》卷20〈武文世王公傳第二十〉
21. ↑  《宋書·州郡志》「南霸城本霸陵，漢舊縣。《太康地志》曰，霸城何志魏囗」，胡阿祥認為「魏」後當闕「改」字」，孔祥軍認為其說當是。（胡阿祥《中國行政區劃通史三國兩晉南朝卷》，第396頁；孔祥軍《三國政區地理研究》論文稿，第97頁）
22. ↑  《三國志》卷2〈文帝紀〉注引《魏略》：「（黃初元年）詔以漢火行也，火忌水，故『洛』去『水』而加『隹』。魏於行次為土，土，水之牡也，水得土而乃流，土得水而柔，故除『隹』加「水』，變『雒』為『洛』。」
23. ↑  《元和郡縣圖志》卷2〈關內道二〉：「高陵縣，畿。西南至府八十里。本秦舊縣，孝公置。漢屬左馮翊。魏文帝改為高陸，屬京兆郡。」；《通典》卷173〈州郡志三〉：「高陵漢舊縣，屬左馮翊，左輔都尉之理。魏文帝黃初元年，改為高陸縣，屬京兆。」
24. ↑  孔祥軍《三國政區地理研究》列屬扶風郡屬縣。
25. ↑  《太平寰宇記》卷26〈關西道二〉：「陽陵城，故弋陽地。景帝改為陽陵縣，屬馮翊。廢城在縣東北四十一里，東至景帝陵二里。曹魏省之。」
26. ↑  《輿地廣記》卷13〈陝西永興軍路〉：「長陽陵城，屬左馮翊。後漢屬京兆尹。晉省之。」
27. ↑  《周書》卷4〈明帝紀〉：「〔二年〕三月……改……京兆郡守為京兆尹。」
28. 1 2 3  《周書》卷4〈明帝紀〉：「〔二年〕六月……分長安為萬年縣，並治京城。」；《太平寰宇記》卷25〈關西道一〉：「《周地圖記》云：後周明帝二年，分長安、霸城及姚興所置山北三縣地，始於長安城中置萬年縣，理八角街已東，屬京兆尹，取舊漢縣名也。天和三年，廢山北縣。建德二年，又省霸城、杜城二縣，以三縣地並入萬年。」
29. ↑  王仲犖《北周地理志》卷1，第20頁。
30. ↑  《元和郡縣圖志》卷1〈關內道一〉：「周閔帝割京兆之藍田又置玉山、白鹿二縣，置藍田郡，至武帝省郡復為藍田縣，屬京兆。」
31. ↑  《太平寰宇記》卷29〈關西道五〉：「渭南縣，本漢新豐縣地，蓋苻堅新置，漢初有渭南郡，因以取名。郭緣生《述征記》云：渭南縣，夷狄所置。」則謂苻姚也。後魏孝昌三年，於今縣東四里明光原上置渭南郡及南新豐縣。西魏廢帝三年，改南新豐為渭南縣，周建顯德二年省郡，以縣屬京兆，割隸華州。」
32. ↑  《太平寰宇記》卷25〈關西道一〉：「杜陵，漢縣……更名杜縣為杜陵，後魏改為杜城縣（王仲犖考當作「杜縣」），周建德二年省。」
33. 1 2 3  王仲犖《北周地理志》卷1，第21頁、第23頁。
34. 1 2  《隋書》卷29〈地理志上〉。
35. ↑  《舊唐書》卷38〈地理志一〉。
36. ↑  《漢書·卷十九下·百官公卿表第七下》
37. 1 2 3  《漢書·卷九十九中·王莽傳第六十九中》
38. ↑  《後漢書·卷四十一·第五鍾離宋寒列傳第三十一》
39. ↑  《後漢書·卷四十三·朱樂何列傳第三十三》
40. ↑  《後漢書·卷二十九·申屠剛鮑永郅惲列傳第十九》
41. ↑  《後漢書·卷四十七·班梁列傳第三十七》
42. ↑  《後漢書·卷四十八·楊李翟應霍爰徐列傳第三十八》
43. ↑  《後漢書·卷三十八·張法滕馮度楊列傳第二十八》
44. ↑  《後漢書·卷五十一·李陳龐陳橋列傳第四十一》
45. 1 2 3  《後漢書·卷六十四·吳延史盧趙列傳第五十四》
46. 1 2 3  《後漢書·卷五十四·楊震列傳第四十四》
47. ↑  《後漢書·卷七十八·宦者列傳第六十八》
48. ↑  《後漢書·卷五十七·杜欒劉李劉謝列傳第四十七》
49. ↑  《後漢書·卷五十八·虞傅蓋臧列傳第四十八》
50. 1 2 3  《三國志·卷十五·魏書十五　劉司馬梁張溫賈傳第十五》
51. 1 2 3  《三國志·卷十五·卷十六·魏書十六·任蘇杜鄭倉傳第十六》
52. ↑  《晉書·卷三十四·列傳第四》
53. ↑  《晉書·卷四十六·列傳第十六》
54. ↑  《晉書·卷三·帝紀第三》
55. 1 2 3 4  《晉書·卷六十·列傳第三十》
56. ↑  《晉書·卷六·帝紀第六》
57. ↑  《資治通鑒·卷九十八·晉紀二十》
58. ↑  《資治通鑒·卷一百·晉紀二十二》
59. ↑  《資治通鑒·卷一〇四·晉紀二十六》
60. 1 2  《資治通鑒·卷一〇六·晉紀二十八》
61. ↑  《資治通鑒·卷一〇七·晉紀二十九》
62. ↑  《晉書·卷一百十八·載記第十八》
63. ↑  《魏書·卷三十三·列傳第二十一》
64. ↑  《魏書·卷三十六·列傳第二十四》
65. ↑  《漢魏南北朝墓誌彙編》魏故華荊秦濟四州刺史楊胤季女之墓誌
66. ↑  《魏書·卷五十二·列傳第四十》
67. ↑  《魏書·卷八十八·列傳良吏第七十六》
68. 1 2  《魏書·卷七十一·列傳第五十九》
69. 1 2  《魏書·卷三十九·列傳第二十七》
70. ↑  《魏書·卷六十一·列傳第四十九》
71. 1 2 3 4  《周書·卷三十五·列傳第二十七》
72. 1 2  《周書·卷二十七·列傳第十九》
73. ↑  《周書·卷三十三·列傳第二十五》
74. ↑  《周書·卷四十五·列傳第三十七》
75. ↑  《周書·卷二十二·列傳第十四》
76. ↑  《周書·卷三十二·列傳第二十四》
77. 1 2  《周書·卷四十·列傳第三十二》
78. ↑  《周書·卷四十四·列傳第三十六》
79. ↑  《新出魏晉南北朝墓誌疏證》周上柱国郧襄公墓誌
80. ↑  《隋書·卷四十七·列傳第十二》
81. ↑  《隋書·卷六十三·列傳第二十八》
82. ↑  《隋書·卷五十五·列傳第二十》
83. ↑  《隋書·卷四十·列傳第五》
84. ↑  《隋書·卷四十一·列傳第六》
85. ↑  《隋書·卷四·帝紀第四》
86. ↑  《隋書·卷五·帝紀第五》
87. ↑  《魏書·卷八十三·列傳第七十一》
88. ↑  《宋史·本紀第二十三·欽宗》